# Оріана (гурт)
«Оріана» — квартет бандуристок (до 2000 — тріо) у м. Тернополі.
Засновниці та учасниці: Н. Гоцик-Коваль, Н. Іваноньків-Козюпа, М. Мельничин, Ю. Рудницька.
Лауреат 1-го обласного фестивалю-конкурсу кобзарського мистецтва «Кобза» (2005).
Член Національної Спілки кобзарів України. Учасник фестивалів української культури в Польщі, міжнародних фольклорних свят.
Репертуар: українські народні та сучасні пісні, зарубіжна класика, власні твори.

## Дискографія
- «Коляди двох народів»
- «Доля… пісні на славу Україні»